# Temporada 1966 de Fórmula 1
Resultats de la Fórmula 1 a la temporada 1966. S'adjudicaven punts als sis primers llocs (9, 6, 4, 3, 2 i 1). Ja no es donen punts per la volta més ràpida. Per al recompte final del campionat només es tenien en compte els cinc millors resultats dels nou possibles. També és puntuable per al Campionat del món de constructors.

## Curses
| Rnd | Cursa                        | Data          | Circuit            | Pilot               | Equip              | Resultats |
| --- | ---------------------------- | ------------- | ------------------ | ------------------- | ------------------ | --------- |
| 1   | Gran Premi de Mònaco         | 22 de maig    | Mònaco             | Jackie Stewart      | BRM                | Resultats |
| 2   | Gran Premi de Bèlgica        | 12 de juny    | Spa-Francorchamps  | John Surtees        | Ferrari            | Resultats |
| 3   | Gran Premi de França         | 3 de juliol   | Reims-Gueux        | Jack Brabham        | Brabham - Repco    | Resultats |
| 4   | Gran Premi del Regne Unit    | 16 de juliol  | Brands Hatch       | Jack Brabham        | Brabham - Repco    | Resultats |
| 5   | Gran Premi d'Holanda         | 24 de juliol  | Zandvoort          | Jack Brabham        | Brabham - Repco    | Resultats |
| 6   | Gran Premi d'Alemanya        | 7 d'agost     | Nürburgring        | Jack Brabham        | Brabham - Repco    | Resultats |
| 7   | Gran Premi d'Itàlia          | 4 de setembre | Monza              | Ludovico Scarfiotti | Ferrari            | Resultats |
| 8   | Gran Premi dels Estats Units | 2 d'octubre   | Watkins Glen       | Jim Clark           | Lotus - BRM        | Resultats |
| 9   | Gran Premi de Mèxic          | 23 d'octubre  | Hermanos Rodríguez | John Surtees        | Coolper - Maserati | Resultats |

## Posició final del Campionat de constructors de 1966
| Pos. | Equip                 | Punts |
| ---- | --------------------- | ----- |
| 1    | Brabham - Repco       | 42    |
| 2    | Ferrari               | 31    |
| 3    | Cooper - Maserati     | 30    |
| 4    | BRM                   | 22    |
| 5    | Lotus - BRM           | 13    |
| 6    | Lotus - Climax        | 8     |
| 7    | Eagle - Climax        | 4     |
| 8    | Honda                 | 3     |
| 9    | McLaren - Ford        | 2     |
| 10   | Brabham - Climax      | 1     |
| 11   | McLaren - Serenissima | 1     |
| 12   | Brabham - BRM         | 1     |
| 13   | Eagle - Weslake       | 0     |
| 14   | Shannon - Climax      | 0     |
| 15   | Cooper - Ferrari      | 0     |

## Posició final del Campionat de pilots de 1966
| Pos. | Pilot               | N° | País         | Punts | Victòries | Podis | Poles |
| ---- | ------------------- | -- | ------------ | ----- | --------- | ----- | ----- |
| 1    | Jack Brabham        | 5  | Austràlia    | 45    | 4         | 5     | 3     |
| 2    | John Surtees        | 7  | Regne Unit   | 28    | 2         | 4     | 2     |
| 3    | Jochen Rindt        | 8  | Àustria      | 24    |           | 3     |       |
| 4    | Denny Hulme         | 6  | Nova Zelanda | 18    |           | 4     |       |
| 5    | Graham Hill         | 3  | Regne Unit   | 17    |           | 3     |       |
| 6    | Jim Clark           | 1  | Regne Unit   | 16    | 1         | 2     | 2     |
| 7    | Jackie Stewart      | 4  | Regne Unit   | 14    | 1         | 1     |       |
| 8    | Mike Parkes         | 4  | Regne Unit   | 12    |           | 2     | 1     |
| 9    | Lorenzo Bandini     | 9  | Itàlia       | 12    |           | 2     | 1     |
| 10   | Ludovico Scarfiotti | 6  | Itàlia       | 9     | 1         | 1     |       |
| 11   | Richie Ginther      | 12 | EUA          | 5     |           |       |       |
| 12   | Mike Spence         | 18 | Regne Unit   | 4     |           |       |       |
| 13   | Dan Gurney          | 15 | EUA          | 4     |           |       |       |
| 14   | Jo Siffert          | 19 | Suïssa       | 3     |           |       |       |
| 15   | Bruce McLaren       | 17 | Nova Zelanda | 3     |           |       |       |
| 16   | Bob Bondurant       | 16 | EUA          | 3     |           |       |       |
| 17   | Peter Arundell      | 2  | Regne Unit   | 1     |           |       |       |
| 18   | Bob Anderson        | 40 | Regne Unit   | 1     |           |       |       |
| 19   | Jo Bonnier          | 22 | Suècia       | 1     |           |       |       |
| 20   | John Taylor         | 16 | EUA          | 1     |           |       |       |
| 21   | Phil Hill           | 34 | EUA          |       |           |       |       |
| 22   | Pedro Rodríguez     | 11 | Mèxic        |       |           |       |       |
| 23   | Moises Solana       | 18 | Mèxic        |       |           |       |       |
| 24   | Ronnie Bucknum      | 14 | EUA          |       |           |       |       |
| 25   | Trevor Taylor       | 12 | Regne Unit   |       |           |       |       |
| 26   | Guy Ligier          | 36 | França       |       |           |       |       |
| 27   | Chris Amon          | 8  | Nova Zelanda |       |           |       |       |
| 28   | Giancarlo Baghetti  | 44 | Itàlia       |       |           |       |       |
| 29   | Geki                | 20 | Itàlia       |       |           |       |       |
| 30   | Chris Lawrence      | 20 | Regne Unit   |       |           |       |       |
| 31   | Chris Irwin         | 7  | Regne Unit   |       |           |       |       |
| 32   | Innes Ireland       | 10 | Regne Unit   |       |           |       |       |